# Acer alaskense
Acer alaskense — це вимерлий вид клена, описаний за викопним листом. Вид відомий виключно з найновіших палеоценових відкладень (танетський ярус), відкритих у долині річки Матануска, район Матануска-Сасітна, Аляска. Це типовий вид для вимерлої секції Alaskana.

## Опис
Листя Acer alaskense має просту структуру і зазвичай овальну форму. Листки три- або, можливо, лише дволопатеві, причому на скам'янілості видно пластину з однією бічною часткою. Ширина пластини становить 8.0 см, а довжина — 10.5 см. A. alaskense має просту структуру третинних жилок, які з'єднують базальні вторинні жилки, чого не спостерігається в інших видів Acer. Проте численні зубці та структура ареолярного жилкування дуже схожі на сучасний вид A. spicatum. Вулф і Танаї зазначають, що очевидна дволопатева структура може бути аберацією, а A. alaskense, можливо, зазвичай був трилопатевим.